# Sibirisk vinterflickslända
Sibirisk vinterflickslända (Sympecma paedisca) är en art i insektsordningen trollsländor som tillhör familjen glansflicksländor.

## Kännetecken
Både hanen och honan har ljust brunaktig grundfärg med svarta teckningar på mellankroppen och bakkroppen. Vingarna är genomskinliga med gråaktigt vingmärke. Vingbredden är 40 till 45 millimeter och bakkroppens längd är 26 till 30 millimeter.

## Utbredning
Den sibiriska vinterflicksländans utbredningsområde sträcker sig från nordvästra Ryssland och österut över Sibirien, hela vägen bort till Japan. Den finns även i vissa områden av mellersta Europa, som omkring Alperna och i bergstrakterna på gränsen mellan Tyskland och Tjeckien, även om den i dessa trakter ingenstans är särskilt vanlig. Den har också sällsynt påträffats i Sverige. 

## Levnadssätt
Liksom den närbesläktade vinterflicksländan övervintrar även denna art som fullbildad insekt, gömd i vegetationen. Detta ger den en ovanligt lång livslängd, omkring 10 månader. Tester har visat att den kan klara en temperatur på minus 17 grader, något som är mycket ovanligt för trollsländor. Flygtiden för den fortplantningsdugliga generationen är april till mitten av juli, samt för årskullen från augusti till oktober.

## Status
För den stora populationen i Ryssland och Japan är inga hot kända. För beståndet i centrala Europa medförde landskapsförändringar som torrläggning av våtmarker att antalet individer minskade. Dessutom minskar antalet vattenväxter som driver på vattenytan på grund av övergödning. Sibirisk vinterflickslända är upptagen i annex IV av habitatdirektivet vad som betyder omfattande skydd. På grund av skyddsåtgärderna är populationen i Centraleuropa konstant och den asiatiska population var aldrig hotad. IUCN listar arten som livskraftig (LC).